# 蘭南路
蘭南路是泰國曼谷拉差貼威縣的街道。

## 概要
蘭南路西連披耶泰路；東接叻猜巴洛路，這一帶已接近曼谷市中心，但它擁有相對便宜的公寓，吸引附近的朱拉隆功大學學生租住。許多日本人長期居住在此區，亦相對較多高級日本料理餐廳。在2010年，此街道被泰國人民佔領，與阿披實·威差奇瓦政府發生槍戰，造成多人死亡，報復性炸彈在「皇權免稅店」（King's Power Duty Free）附近爆炸。

## 公共交通
蘇凡納布機場捷運，城市列車（Suvarnabhumi Airport City Line），叻猜巴洛車站（ราชปรารภ Ratchaprarop）

## 外部連結
- 泰國曼谷蘭南路的位置圖[永久]